# حسام عرفات
حسام عرفات (عربی: حسام عرفات؛ زادهٔ ۱۸ ژانویهٔ ۱۹۹۰) یک ورزشکار اهل مصر است.
از باشگاه‌هایی که در آن بازی کرده‌است می‌توان به باشگاه ورزشی زمالک اشاره کرد.
وی همچنین در تیم‌های ملی فوتبال Egypt U-20 Egypt U-23 بازی کرده است.